# Live in Africa
Live in Africa, es un álbum en vivo de Fania All-Stars, derivado del concierto que la orquesta realizó en Zaire, en el año 1974.
Este álbum ya había sido lanzado para 1976, pero esta edición cuenta con material no incluido en el primer lanzamiento, además de ser uno de los primeros conciertos en ser filmados en su totalidad.

## Antecedentes
Luego de varios exitosos conciertos, donde Fania pasó a la categoría de leyenda, y de los excelentes trabajos de sus solistas, por primera vez, una orquesta tropical pisa suelo africano.
Esto ocurrió en el mes de septiembre, cuando Don King, representante de estrellas del boxeo, planeó organizar una pelea entre Muhammad Alí y George Foreman, en Zaire, (hoy República Democrática del Congo), para lo cual organizó un megaconcierto un mes antes. Para este festival musical, entre muchos grandes artistas, invitó a la orquesta para que se presentara en el marco del Zaire 74, el festival musical que precedió a la tan esperada pelea.

## Grabación
Fania All-Stars, se presentó en el Estadio Tata Raphaël, donde se habrían de presentar las estrellas invitadas al Zaire 74, evento al cual asistieron 80.000 personas.
Entre las proezas del evento, estuvieron las presentaciones de Celia Cruz, que hizo su debut en la orquesta, y las actuaciones solistas de los cantantes de Fania, y el increíble récord de asistencia de 80.000 personas.
- Datos: Q25406385